# L'Aldosa de Canillo
L'Aldosa de Canillo é uma localidade de Andorra, situada na paróquia de Canillo. Localizada à direita do rio Valira, sua população em 2024 foi estimada em 271 habitantes.